# Val Lavizzara
Val Lavizzara är en dal i Schweiz.   Den ligger i kantonen Ticino, i den sydöstra delen av landet, 110 km sydost om huvudstaden Bern.
Trakten runt Val Lavizzara består i huvudsak av gräsmarker. Runt Val Lavizzara är det mycket glesbefolkat, med 2 invånare per kvadratkilometer.